# 国际越野跑协会
国际越野跑协会（International Trail Running Association，简称ITRA）是国际越野跑的管理机构。在2012年举行的首届国际越野跑大会上倡导成立，并于2013年7月正式成立。ITRA旨在为参与越野跑运动的各方发声，以促进其强大的价值观、多样性、比赛的安全性和跑步者的健康，并进一步发展越野跑运动，确保与该运动感兴趣的国家和国际机构之间进行建设性的对话。

## 历史
越野跑诞生于20世纪70年代的美国，此后一直没有被认可为一项体育项目。2012年9月3日，来自18个国家的150名越野跑爱好者齐聚意大利库马约尔。这是第一次有如此多的越野跑社区成员聚集在一起讨论越野跑项目的安全性，世界各地的与会者意识到越野跑有必要作为一个单独的体育项目进行组织和发展，来肯定越野跑的价值，并保证越野跑运动员的安全和健康。在50多位志愿者的协助下，国际越野跑协会在2013年7月正式成立。
这项运动于上世纪90年代中期开始流行，2015年越野跑被国际田径联合会（现为世界田径联合会）正式认定为田径运动的一个项目。ITRA也成为世界田联的结束合作伙伴来发展越野跑运动。
ITRA对越野跑运动进行了定义：即越野赛是一项对所有人开放的步行比赛，它在自然环境中进行，铺设的道路尽可能少（最多20%）。赛道长度可以从短距离的几公里到超长距离的80公里以上。比赛环境主要为山地或森林、乡村或沙漠，这种耐力赛在天然多变的地面上举行，包括经常性的显著爬升和下降，这导致了起点与终点之间的高度变化。但距离并不是唯一重要的因素，地形的独特特征以及距离和海拔变化的关系共同作用，为特定的比赛创造了整体难度。

## ITRA表现分
ITRA的一项重要职能是为参加越野跑比赛的选手计算ITRA表现指数（ITRA performance index，也被称作ITRA表现分），为运动员根据其表现水平进行排名提供了一个工具。顶级的跑者表现分理论上可以达到1000分以上。ITRA表现分是通过获取过去36个月内越野跑者最多5个最好结果（也称为分数）的加权平均值来计算的（这些赛事必须要得到ITRA的认证），无论这5场比赛的距离类别如何。只要跑者完成了一场比赛就会有相应的表现分，但至少有五项成绩的选手将比那些成绩较少的选手表现更有准确性。一般ITRA表现分较高的跑者会被定义为精英运动员。截至2025年3月，ITRA表现分最高的跑者是来自摩洛哥的埃尔胡西内·埃拉扎维，其目前的表现分是932分。

## 表现
1. ↑  . uia.org.   [2025-03-21]. （原始内容存档于2025-03-21）.
2. ↑  . itra.run.   [2025-03-21]. （原始内容存档于2021-08-18）.
3. ↑  . www.run247.com.   [2025-03-21]. （原始内容存档于2016-08-25） （英语）.
4. ↑  . itra.run.   [2025-03-21]. （原始内容存档于2022-04-03）.
5. ↑  . itra.run.   [2025-03-21]. （原始内容存档于2021-08-18）.
6. ↑  . www.run247.com.   [2025-03-21]. （原始内容存档于2018-01-25） （英语）.
7. ↑   (PDF). International Association of Athletics Federations. 1 November 2015-11-01  [2025-03-21]. （原始内容存档 (PDF)于2016-03-23）. IAAF Congress in Beijing voted to change Article 2 of the IAAF Constitution to include trail running officially as part of the definition of 'Athletics'
8. ↑  . worldathletics.org.   [2024-08-01]. （原始内容存档于2025-03-21）.
9. ↑  . 世界田联.   [2025-03-21]. （原始内容存档于2024-02-07）.
10. ↑  . itra.run.   [2025-03-21]. （原始内容存档于2022-04-03）.
11. ↑  . itra.run.   [2025-03-21].
12. ↑  . itra.run.   [2025-03-21]. （原始内容存档于2024-07-27）.